# Jan Bruér
Jan Bruér, född 1943, är en svensk jazzhistoriker, musikproducent och författare.

## Biografi
I tolvårsåldern hörde han för första gången Lars Gullins kända jazzlåt "Danny's dream". Som trettonåring fick han genomföra sin första intervju, med Putte Wickman.
År 1976 förslog han för skivbolaget Caprice att man skulle ge ut en serie samlingsskivor över svensk jazz. Förslaget mynnade ut i arbetet med Svensk jazzhistoria som skulle fortsätta en bit in på 2000-talet. Musiken på albumen spänner från det tidiga 1900-talets Pinets orkester till den i slutet av 1960-talet nybildade Radiojazzgruppen. Musikskivorna kompletterades med späckade häften innehållandes intervjuer och fotografier. Efter 2000 fick Bruér möjlighet att arbeta heltid med projektet genom ett stipendium från Riksbankens jubileumsfond. Utgivningen av Svensk jazzhistorias tionde och sista skiva skedde 2006. Bengt Nyqvist och Jan Bruér hade då arbetet med utgivningen i tre decennier. Tillsammans med Kjell Andersson publicerade han en samlingsbox om tio CD-skivor med Olle Adolphsons musik.
År 2010 tilldelades han Riksförbundet Svensk Jazz hederspris Basisten för arbetet med samlingsboxen Svensk Jazzhistoria och sina jazzhistoriska bokpubliceringar. År 2013 var det dags för en ny samlingsbox framtagen i samarbete med Kjell Andersson. Povel Ramel debut som släpptes inför julen innehöll sex CD-skivor med Povel Ramels inspelningar för Telefunken och Scala. Samma år publicerade Bruér biografin Putte Wickman: klarinettist som skildrar jazzmusikantens liv genom ett omfattande intervjumaterial med Wickmans familj och bekanta, inklusive flera musiker samt även Wickman själv genom två tidigare bandade intervjuer. Tillsammans med Martin Nyström, Sofia Lilly Jönsson och Gunnel Fagius publicerade Bruér 2020 biografin Georg Riedel Jazzmusiker och kompositör. År 2021 publicerade han biografin Lars Gullin: saxofonist och kompositör som byggde vidare på det arbete som Bruér börjat med sin avhandling. Biografin byggs ut med både arkivmaterial och intervjuer med Gullins första och tredje fruar.

## Utmärkelser
- 2010 – Basisten